# Malczyce (gmina)
Malczyce – gmina wiejska w województwie dolnośląskim, w powiecie średzkim. W latach 1975–1998 gmina położona była w województwie wrocławskim.
Siedziba gminy to Malczyce.
Według danych z 31 grudnia 2019 roku gminę zamieszkiwały 5952 osoby. Natomiast według danych z 30 czerwca 2020 roku gminę zamieszkiwało 5938 osób.

## Struktura powierzchni
Według danych z roku 2002 gmina Malczyce ma obszar 52,55 km², w tym:
- użytki rolne: 74%
- użytki leśne: 10%

Gmina stanowi 7,47% powierzchni powiatu.

## Demografia

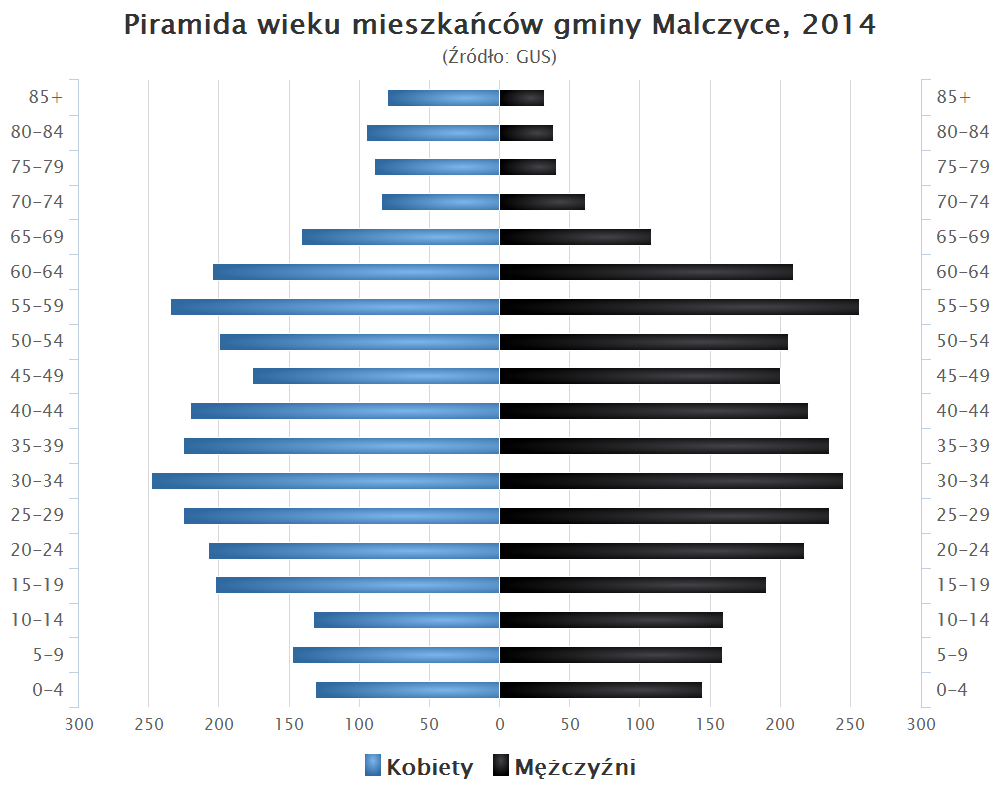
Piramida wieku mieszkańców gminy Malczyce w 2014 roku

Dane z 30 czerwca 2004:
| Opis                              | Ogółem | Ogółem | Kobiety | Kobiety | Mężczyźni | Mężczyźni |
| --------------------------------- | ------ | ------ | ------- | ------- | --------- | --------- |
| jednostka                         | osób   | %      | osób    | %       | osób      | %         |
| populacja                         | 5996   | 100    | 3057    | 51      | 2939      | 49        |
| gęstość zaludnienia (mieszk./km²) | 114,1  | 114,1  | 58,2    | 58,2    | 55,9      | 55,9      |

## Sołectwa
Chełm, Chomiąża, Dębice, Kwietno, Malczyce, Mazurowice, Rachów, Rusko, Wilczków.
Miejscowości bez statusu sołectwa: Szymanów, Zawadka.

## Kolejowa przeszłość
Teren gminy znajduje się na trasie działającej przez dziesiątki lat (od 1902 roku), a dziś zamkniętej i zdegradowanej drogi żelaznej łączącej poprzez stację węzłową w mieście Jawor granitowe zagłębie rejonów Strzegomia i Borowa z portem rzecznym w nadodrzańskich Malczycach.

## Sąsiednie gminy
Prochowice, Ruja, Środa Śląska, Wądroże Wielkie, Wołów